# Pavel Suchánek
Pavel Suchánek (* 23. Mai 1985 in Jablonec nad Nisou) ist ein tschechischer Biathlet.
Pavel Suchánek ist Student. Er lebt und trainiert in Horní Maxov und startet für den SKP Jablonex Jablonec nad Nisou. Trainiert wird er von Petr Graclík. 2000 begann er mit dem Biathlonsport, seit 2001 gehört er dem tschechischen Nationalkader an. In Ridnaun nahm er 2002 an seinen ersten Junioren-Weltmeisterschaften teil, bestes Ergebnis war ein 39. Platz im Einzel. 2003 startete er zum zweiten Mal bei der Junioren-WM in Kościelisko, wo ein 15. Rang das beste Ergebnis wurde. Seine dritte Junioren-WM wurden die Meisterschaften 2004 in der Haute-Maurienne mit einem 25. Platz im Verfolgungsrennen als bestes Resultat. 2005 nahm er erstmals neben der Junioren-WM auch an der Junioren-EM teil. Bei der EM in Nowosibirsk wurde er 12. des Sprints und verpasste mit der Staffel als Viertplatzierter knapp eine Medaille. Bei der WM in Kontiolahti wurde ebenfalls der Sprint bestes Einzelergebnis, bei dem Suchánek 30. wurde, zudem wurde er Fünfter im Staffelrennen. Letztmals nahm er 2006 in Presque Isle an einer Junioren-WM teil. Im Sprint erreichte er den 22. Platz, wurde 24. der Verfolgung und Achter mit der Staffel. Zweite und letzte Junioren-EM wurden die kontinentalen Titelkämpfe in Langdorf, die als bestes Ergebnis einen 18. Platz im Einzel brachten. Mit der Staffel wurde der Tscheche Fünfter. Letztes Großereignis wurden die Junioren-Wettkämpfe der Sommerbiathlon-Weltmeisterschaften 2006 in Ufa. Im Crosslauf-Sprint kam er auf den 24. Platz und verbesserte sich im Verfolger auf den 20. Platz. Auf Skirollern belegte er sowohl im Sprint wie auch im Verfolgungsrennen achte Plätze und wurde mit der Mixed-Staffel Vierter. Zwischen 2002 und 2006 nahm er immer wieder an Rennen des Biathlon-Europacups der Junioren teil, ohne jedoch einmal unter die besten 15 zu laufen.
Bei den Männern im Leistungsbereich debütierte Suchánek 2006 in Obertilliach im Europacup und erreichte in seinem ersten Sprintrennen den 69. Platz. Erste Punkte gewann er als 30. zum Auftakt der Saison 2008/09 in Idre. In der Saison erreichte er als Fünftplatzierter eines Einzels in Langdorf auch sein erstes einstelliges Resultat und sein bis heute bestes Ergebnis im IBU-Cup. Seinen größten internationalen Erfolg feierte Suchánek bei den Sommerbiathlon-Europameisterschaften 2007 in Tyssowez, wo er mit Pavla Matyášová, Michaela Balatková und Luboš Schorný im Mixed-Staffelrennen als Schlussläufer die Bronzemedaille für Tschechien sicherte.